# ゲートボール殺人事件
『ゲートボール殺人事件』（ゲートボールさつじんじけん）は花とゆめに連載されていた川原泉の漫画作品。
作中で、ゲートボールのルールの簡単な説明が行われるほか、登場人物をゲートボールのボールに見立てて、ゲートを通過し、ゴールポールを目指すといったようなストーリー展開の比喩も行われている。

## あらすじ
春から高校3年生になる若林鈴菜は、町内のゲートボールチーム「猪鹿町エンペラーズ」の一員。貴船組が所有する空き地でゲートボールに興じているチームに、最近新たなメンバー・お小夜さんが加わった。お小夜さんは貴船組の家政婦で、極道の次代組長と目される貴船達也の働き方を心配していた。
一方、貴船組組長・貴船善三は、建物の外から見えるゲートボールの光景を見、「自分も参加したい」と思っていたが、なかなか言い出せずにいた。
そんなある日、組長は思い立って空き地に鉄条網を張りめぐらしてしまう。練習場所をなくした猪鹿町エンペラーズはお小夜さんの手引きを受け、組長に直談判すべく、組長室に乗り込む。が、組長室にたどり着いてみると、組長は頭を鈍器で殴られ死亡していたうえ、お小夜さんが行方不明になっていた。組長殺害の容疑をかけられたお小夜さんを探しだし潔白を証明するため、猪鹿町エンペラーズの面々は独自に捜査に乗り出す。

## 登場人物

### 猪鹿町エンペラーズ
若林鈴菜（わかばやし すずな）
本作の主人公。高校2年生の少女。空き地を歩いていて、貴船達也、富田林警部補、一色雅人を踏みつけてしまった。
大輔（だいすけ）
鈴菜よりは年少と思われる少年。チームメイトとは仲が良い。
鶴之助（つるのすけ）、亀吉（かめきち）、梅子（うめこ）
チームの主要メンバー。
お小夜（おさよ）
貴船組の家政婦。最近加わったばかり。偶然組長室の隠し通路に気づく。

### 極道関係者
貴船善三（きふね ぜんぞう）
貴船組組長。幼くして借金を背負った達也を養子として引き取った。鈴菜たちがやっているゲートボールに参加したいが言い出せず、組長室に隠し通路を設けて、室内コートを作っていた。
貴船達也（きふね たつや）
貴船組次期組長とされる青年。25歳。学生時代に射撃大会で優勝したこともあるが、あることがきっかけで拳銃を持たなくなる。拳銃使いとして現役の頃は「銃（ハジキ）の達」の呼び名で通っていた。
祐子（ゆうこ）
組長の姪。伯父に挨拶したいと貴船組を訪れる。
黒木（くろき）
壮年の男。組のNo.2と言われる。後に祐子と関係があったことが判明する。
一色雅人（いっしき まさと）
貴船組と敵対する竜仁会の殺し屋。学生時代の貴船達也とは射撃のライバル関係だったらしい。

### 県警四課
富田林警部補（とんだばやし）
貴船組や竜仁会を担当する刑事。貴船善三殺しの一件で、猪鹿町エンペラーズと関わり、「メルヘン」と呼ばれるように。「とんだ警部補」と呼ばれると訂正を入れる。
新田刑事（にった）
新米刑事。ミステリーなどでよくある刑事のセリフを何度か言うが、気合が入りすぎているのか噛みまくっている。